# 小行星19620
小行星19620（19620 Auckland）是一颗绕太阳运转的小行星，为主小行星带小行星。该小行星于1999年8月18日发现。

## 轨道参数
小行星19620的轨道半长轴为2.6976564 UA，离心率为0.143。